# Ullahau
Ullahau oder Ulla Hau ist ein Naturreservat und Natura 2000-Gebiet
auf der schwedischen Insel Fårö, das ein teilweise bewaldetes Sanddünengebiet mit reichhaltiger Insektenfauna umfasst.
Ullahau liegt auf der Halbinsel Avanäset im Nordosten von Fårö. Es ist ein großes Flugsandgebiet mit aus Quarz und Feldspat  bestehendem Sand. Weil dort im Gegensatz zum überwiegenden Rest von Gotland Kalk fehlt, weicht die Vegetation auch von der sonst auf Gotland üblichen Vegetation ab. Ulla Hau ist die größte Parabeldüne in Schweden und hat die Form eines nach Norden geöffneten Hufeisens, das im Süden ungefähr 300 Meter breit ist. Nach Osten erreicht die Düne eine Höhe von etwa 15 Meter über der Umgebung. Der Dünenbogen umschließt ein ungefähr 1,3 Kilometer breites Gebiet. Von diesem Gebiet hat der Wind den Sand, aus dem die Düne aufgebaut ist, weggeweht, deshalb findet sich dort vor allem gröberer Sand und Kies, während der feinere Sand vor allem Teil der Düne geworden ist.

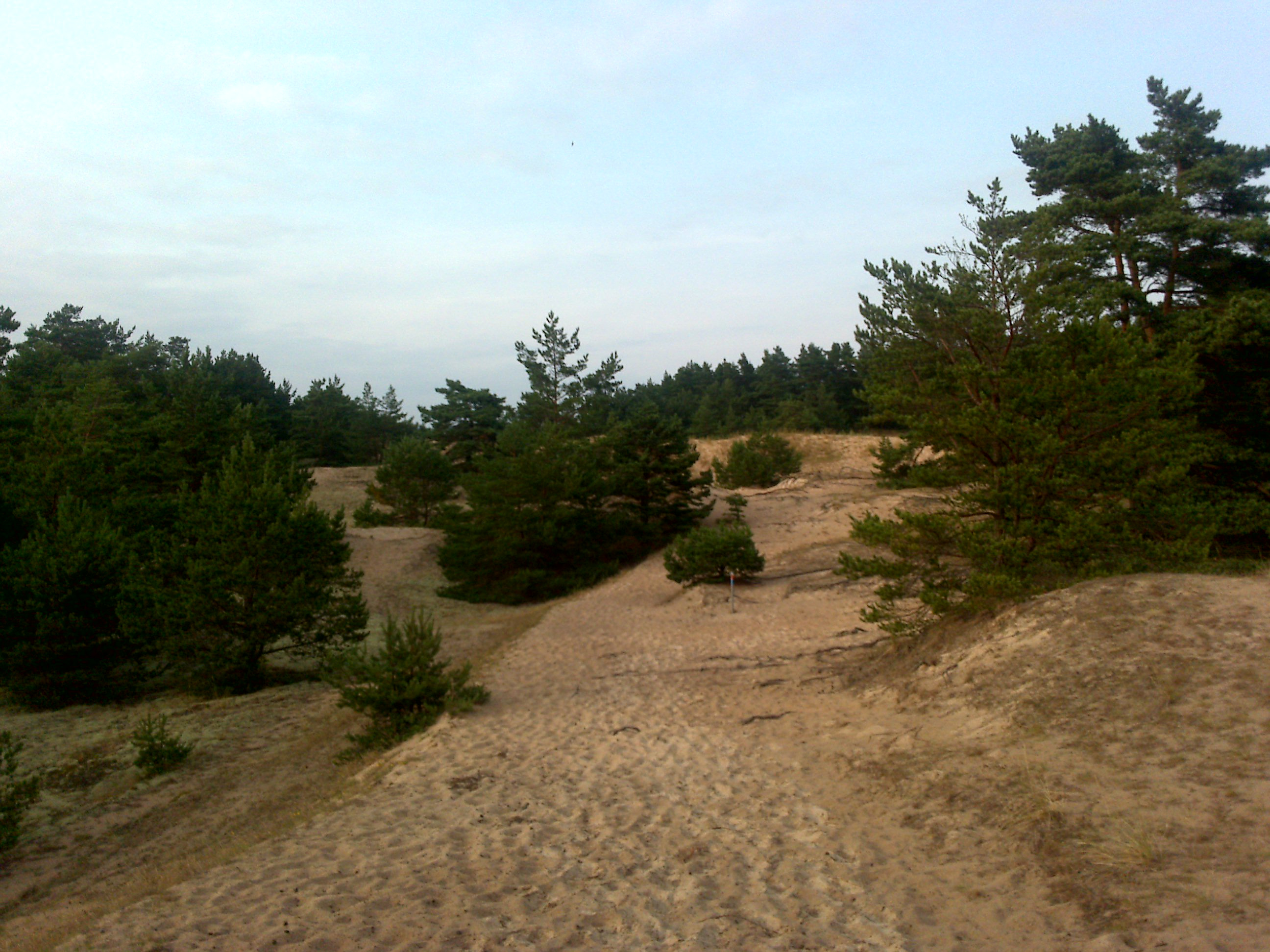
Vegetation auf Ullahau

Ullahau fing vermutlich im 18. Jahrhundert an, sich zu bilden und ist zunächst mit einer Geschwindigkeit von etwa drei Meter pro Jahr gewandert. Gegen Ende des 19. Jahrhunderts ist das Gebiet mit Waldkiefern, Birken und Strandhafer bepflanzt worden. Gegen Anfang des 20. Jahrhunderts endete deshalb die Dünenwanderung. Große Teile von Ullahau sind heutzutage mit Kiefernwald bewachsen.
Das Dünengebiet ist 145 ha groß, wovon offene und halboffene Sandpartien knapp zehn Hektar belegen. Das Naturreservat ist 1966 ausgewiesen worden.
Die offenen Sandflächen haben ein sehr spezielles, trockenes Mikroklima, weil sie starker Sonneneinstrahlung und dem Wind ausgesetzt sind. Sogar das geringe Vorkommen von feuchtigkeitsbindenden Gewächsen und die dünne Humusdecke tragen zu der Trockenheit bei, was für wärme- und trockenheitsliebende Insektenarten, unter anderem Stechimmen, einen Lebensraum bietet. Eine andere Art, die Heuschreckensandwespe, kommt in Schweden nur auf Gotland und Fårö vor und in Ullahau ist eines von insgesamt vier Gebieten auf Fårö und drei weiteren auf der Insel Gotland, wo sie vorkommt.

## Naturtypen
- Baumbedeckte Sanddünen: 64 %
- Wandernde Sanddünen mit Gewöhnlichem Strandhafer (weiße Dünen): 25 %
- Stehende Sanddünen mit Kräutervegetation (graue Sanddünen): 10 %
- Sanddünengebiete mit Kriech-Weide / Sand-Kriech-Weide: 1 %